# One (jeu vidéo, 2005)
Pour les articles homonymes, voir One.
One est un jeu vidéo de combat développé par Digital Legends et édité par Nokia, sorti en 2005 sur N-Gage.

## Accueil
- Jeuxvideo.com : 9/20[1]